# Léon Duvauchel
Pour l’article ayant un titre homophone, voir Duvauchelle.
Léon Duvauchel, né à Paris le 19 avril 1848 et mort dans la même ville le 20 juin 1902, est un écrivain régionaliste français de l'école naturaliste.

## Biographie
Léon Devauchel est le fils de Jean Duvauchel, épicier et de Louise Goulain. Bien que parisien de naissance, il revendiquait des racines picardes. Sa famille serait originaire de Crécy-en-Ponthieu. Il épouse Louise Périer, une cousine germaine, dont il a une fille unique, Jeanne née en 1878.
Ami de Théophile Gautier et de Pierre Loti, Léon Duvauchel est rattaché à l’école naturaliste.
Il découvre la forêt de Compiègne et le hameau de Vaudrampont au sud du massif forestier en 1876. C'est pour lui comme un coup de foudre et, en 1891, il s’installe à Saint-Jean-aux-Bois au cœur de la forêt dans une maison qu'il achète et qu'il baptise La Moussière, où il demeurera jusqu’en 1902. Léon Duvauchel réalise également en amateur des peintures à l’huile et des croquis au fusain.
Il participe activement à la vie de sa commune, élu conseiller municipal en 1894, il œuvre à la restauration et à l’entretien des monuments communaux comme la porte fortifiée de l'enclos abbatial de Saint-Jean-aux-Bois en intervenant auprès de la commission des monuments historiques afin d'obtenir des subventions.
Miné par la maladie, il meurt à Paris le 20 juin 1902. Sa dépouille est ramenée à Saint-Jean-aux-Bois comme il l'avait souhaité. Léon Duvauchel repose depuis dans le cimetière communal, au chevet de l'église. Sur sa tombe, un monument funéraire fut érigé par souscription publique en juin 1903.

## Publications
- Le Médaillon.
- Paris et Banlieue.
- Les Horizons de Paris.
- Le Chapeau bleu.
- L'Hortillonne (1897), réédité en 2008, collection : Les Lettres picardes, Éditions du Trotteur ailé.
- Le Tourbier, réédité en 2008, collection : Les Lettres picardes, Éditions du Trotteur ailé.
- Poèmes de Picardie, prix Le-Fèvre-Deumier de l’Académie française en 1903 .
- La Moussière, réédité en 2008, collection : Les Lettres picardes, Éditions du Trotteur ailé.
- Les Faînes.
- Le Livre d'un forestier.
- Pour mon pays : 
  - Joseph Bara[3] ;
  - Rouget de Lisle[4] ;
  - Marie Fouré[5].

Il collabore également à des revues littéraires et écrit dans la plupart des journaux de l’Oise.

## Hommage
- Le musée Antoine-Vivenel de Compiègne conserve un portrait de l’écrivain peint par Paul Merwart en 1887 et également un buste sculpté[Par qui ?].
- Le sculpteur picard Athanase Fossé, ami de l'écrivain, est l'auteur d'un buste en plâtre de La Moussière qui fut exposé à l'auberge Au bon accueil à Vaudrampont[6].
- La tombe de Léon Duvauchel, dans le cimetière de Saint-Jean-aux-Bois, est ornée d'une sculpture[Par qui ?] représentant son personnage préféré, La Moussière, vêtue en paysanne et gravant les titres de ses œuvres au couteau dans l'écorce d'un hêtre.